# Bolagshotellet

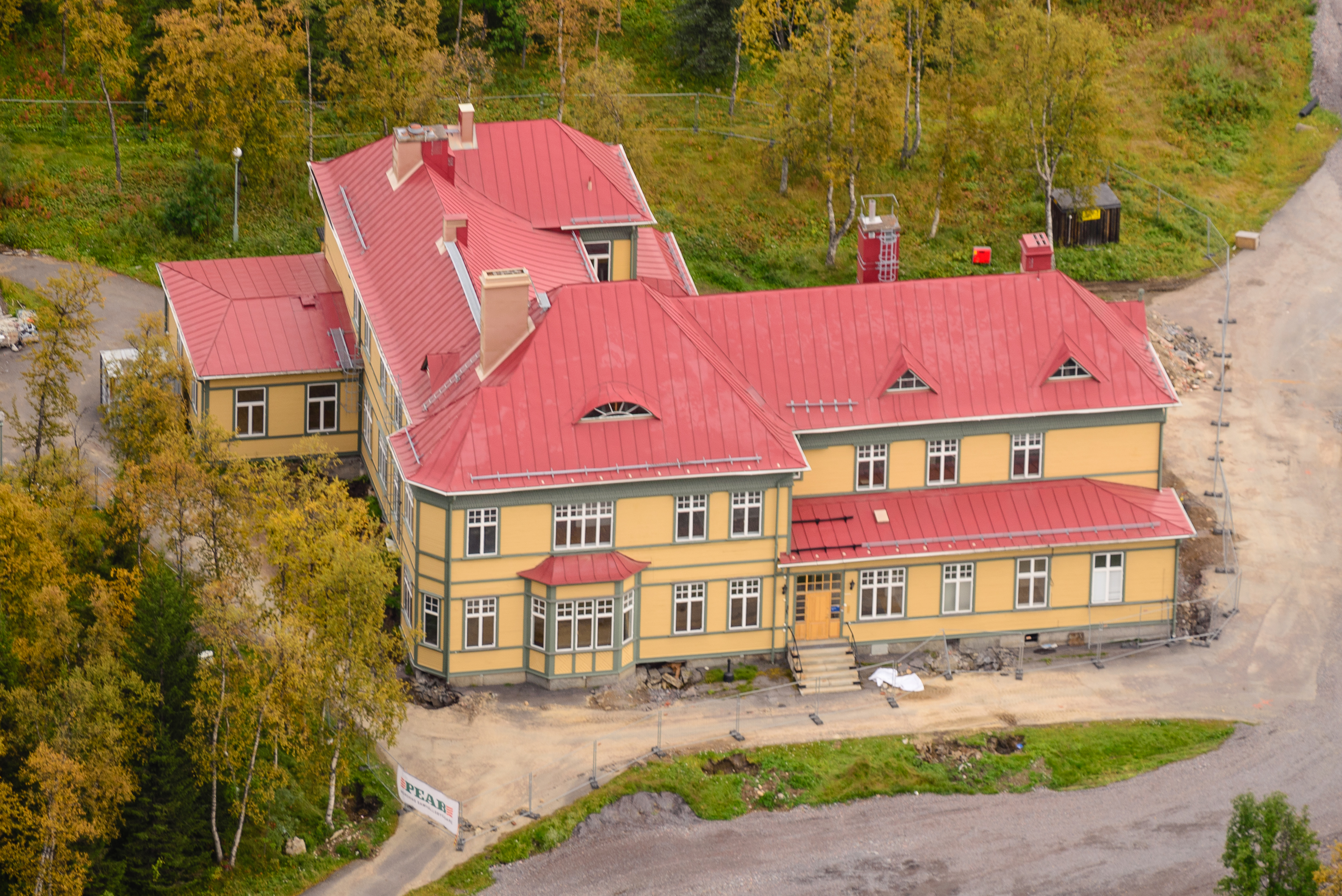
Bolagshotellet, Kiruna.

Bolagshotellet, Hotel Kiirunavaara, eller B41, var ett hotell i Kiruna i Norrbottens län, uppfört mellan 1900 och 1901 efter ritningar av Gustaf Wickman. Byggnaden var i gruvföretaget LKAB:s ägo och används för bolagets gäster. Den svenska kungafamiljen brukade övernatta i Bolagshotellet under sina vistelser i staden. Byggnaden revs under april 2019 i samband med den pågående stadsflytten.

## Historia
Bolagshotellet uppfördes i två fulla våningar och en större vind. Utsidan är konstruerad i Gustaf Wickmans typiska så kallade kirunastil. Taket är av falsad plåt och skorstenarna är höga och smala. Närmast takfoten är ett parti av väggarna klädda med spån för att ge en känsla av förlängning av taket. Fasaden är målad gul, knutarna är gröna och taket är rött.
I samband med Kiruna stadsomvandling var tanken att Bolagshotellet skulle bevaras och flyttas till en ny plats. I mars 2018 visade dock en undersökning av LKAB att det inte var möjligt att flytta huset, därför kommer det att rivas. LKAB har beslutat att bygga en replika av bolagshotellet på annan plats. Inredning och konstföremål från det gamla bolagshotellet kommer att flyttas till den nya hotellbyggnaden.

## Bildgalleri

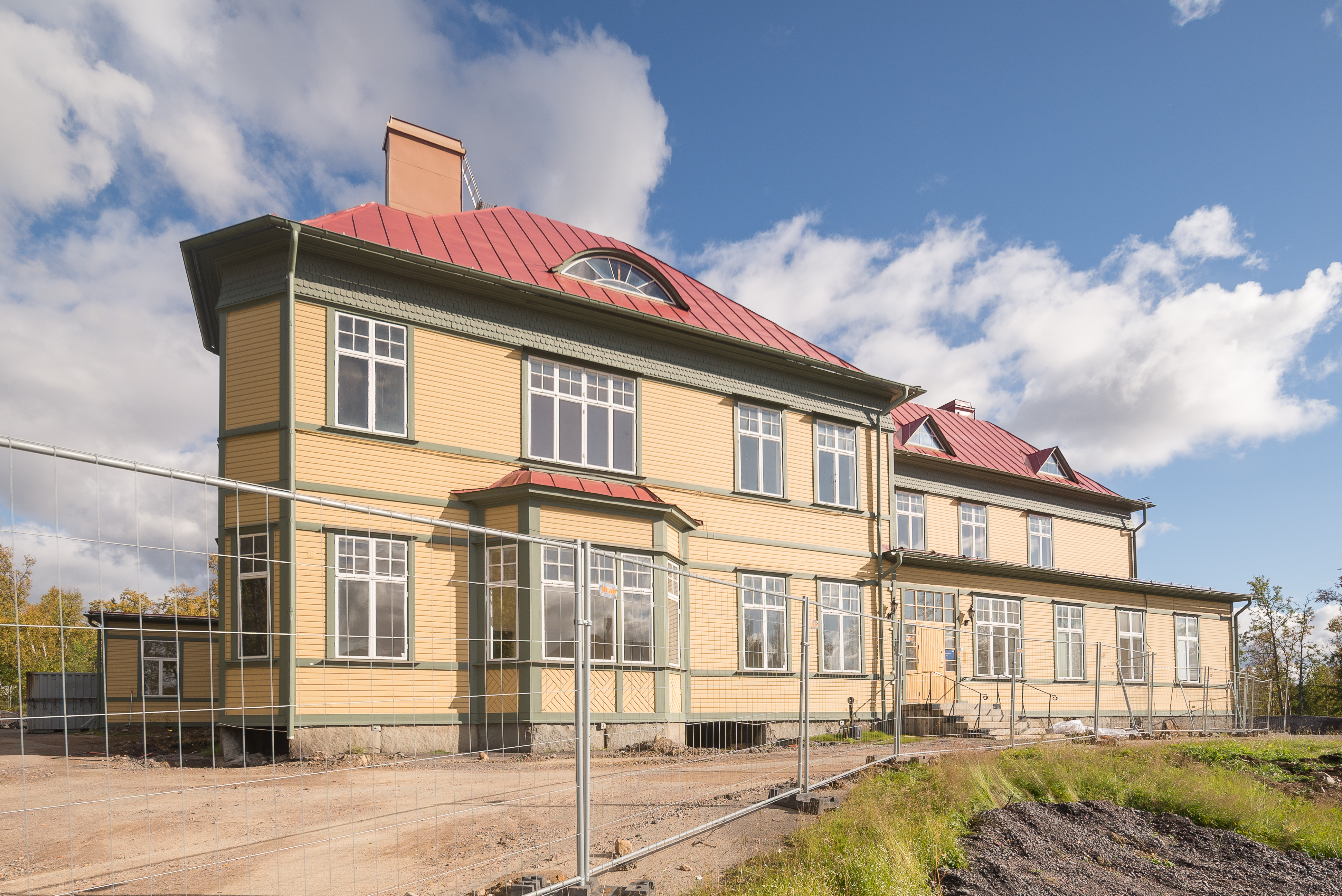
Byggnaden i september 2017 under förberedelser inför flytten.
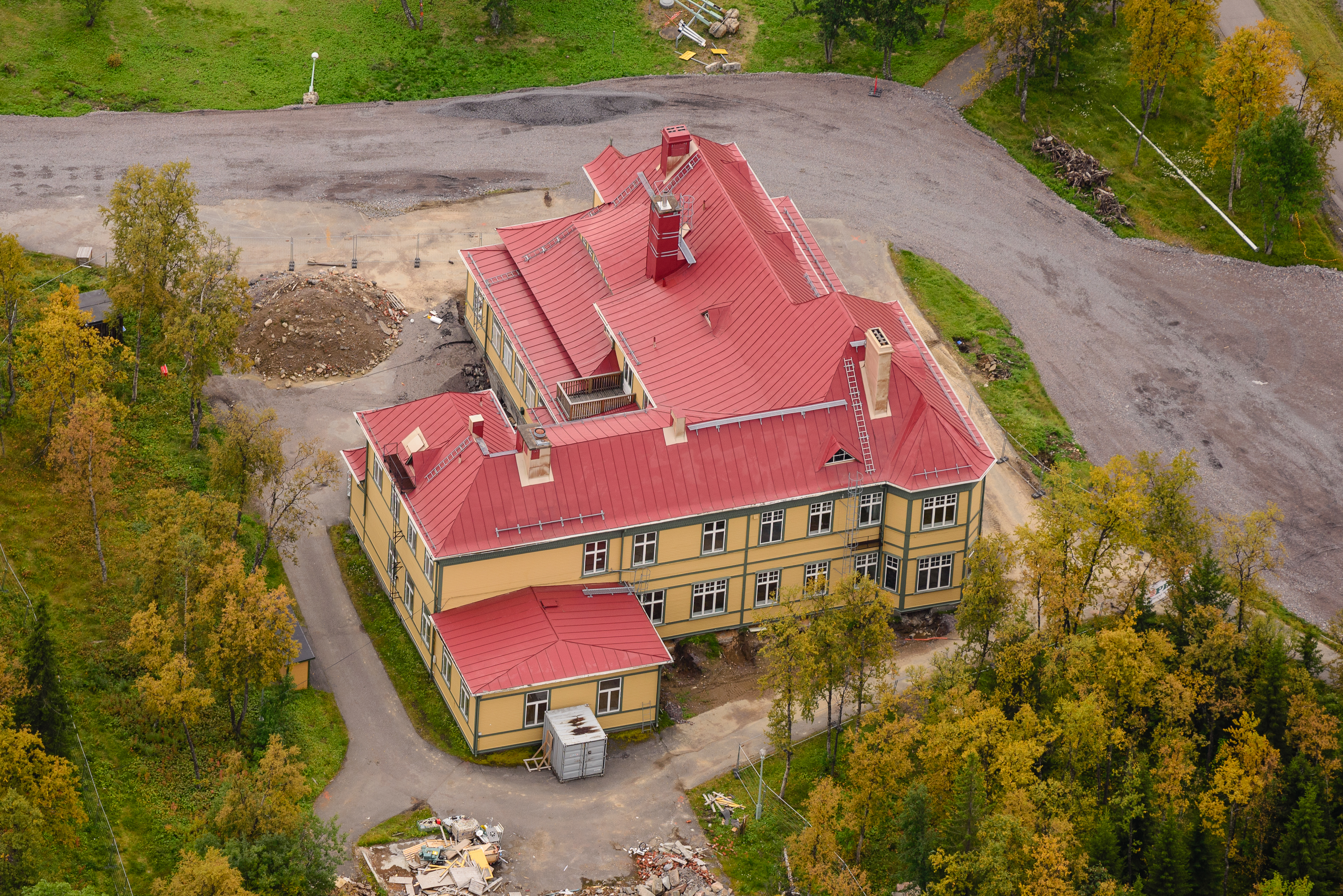
Flygfoto av byggnaden, september 2017.
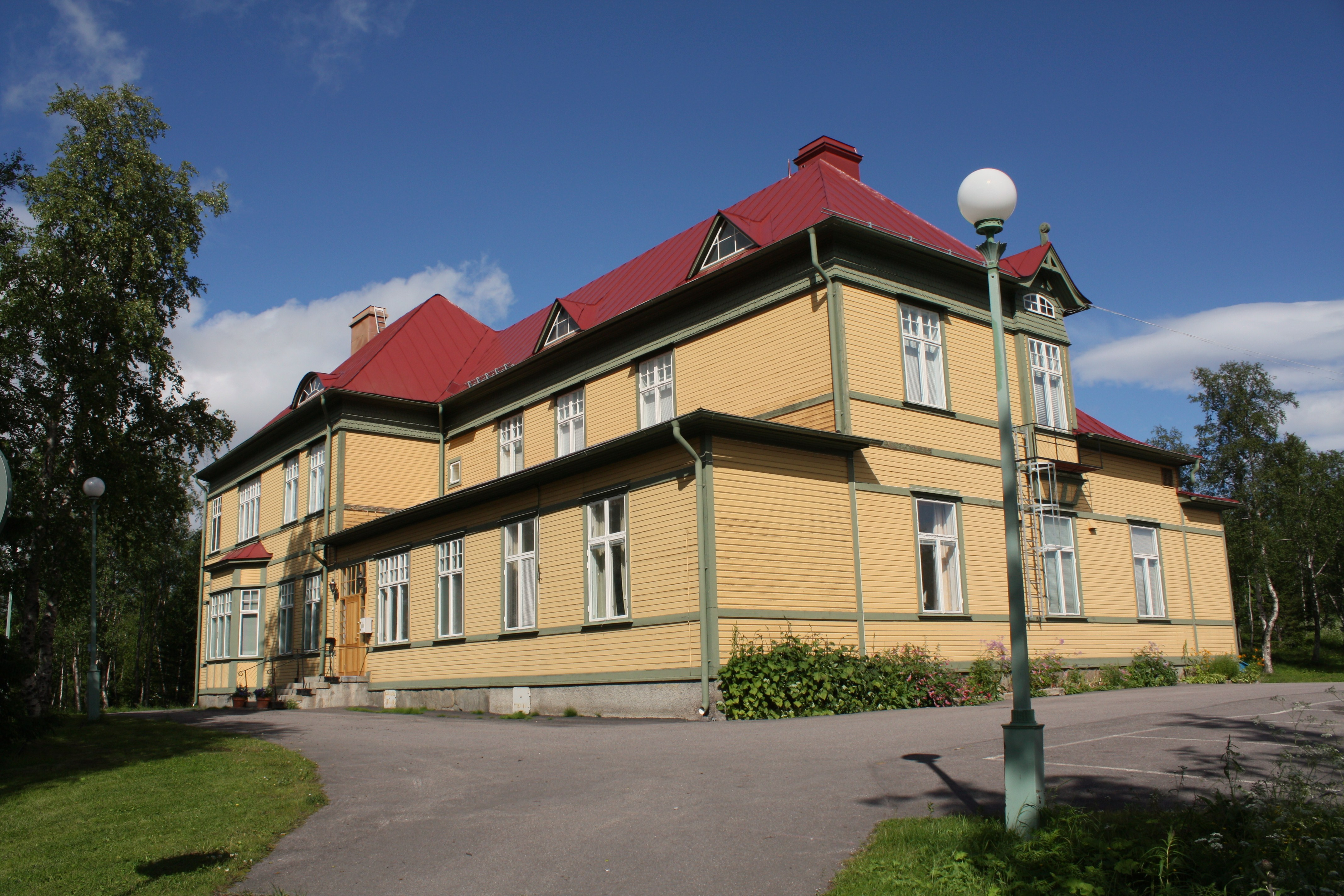
Byggnaden 2008.
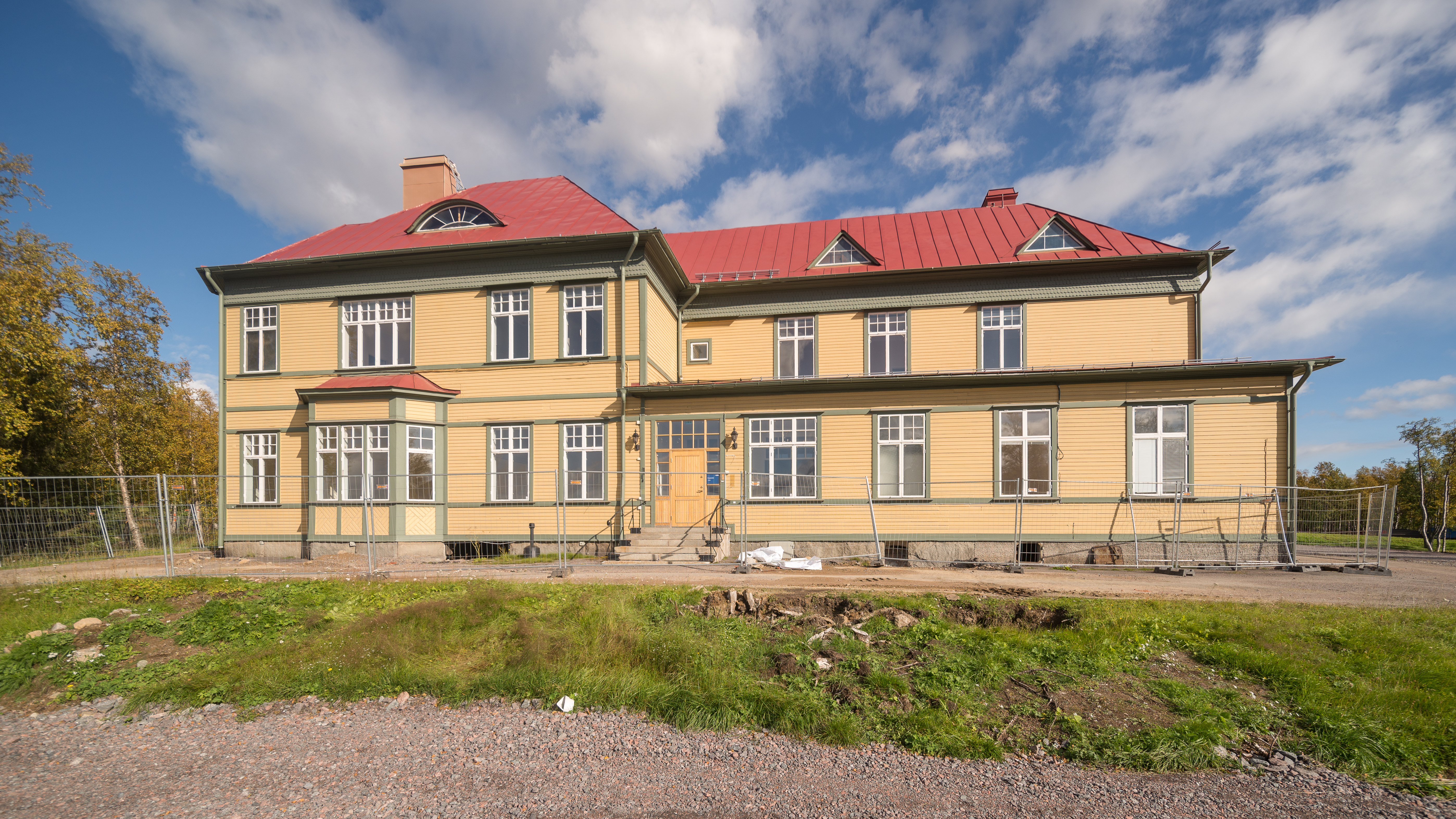
Byggnaden i september 2017 under förberedelser inför flytten.